# 張軒齊
張軒齊（1984年1月1日—），暱稱SoBaD，臺灣男性退役電競選手，曾任Twitch賽評、台灣電子競技聯盟主播及賽評，多次在國際賽中擔任賽評解說，退役後曾任Twitch扳手（管理員），2023年宣布從Twitch離職。曾與女性實況主「貝莉莓」胡靜雯主持Twitch台灣官方頻道節目《實況莓問題》，曾主持狼谷育樂台節目《挨踢教室》，曾與安娜·李主持狼谷育樂台節目《電競讚起來》。2021年12月15日與女性實況主兼小叮噹科學主題樂園滑雪教練「鳳梨妹」潘思綺登記結婚。

## 簡介
前《星海爭霸：怒火燎原》台灣選手，擅長種族為蟲族(zerg)，以SoBaDRush為個人ID，曾就讀高雄陽明國中、高雄正義高中，後轉學莊敬高職普通科，輔仁大學法律系畢業。從國二開始接觸《星海爭霸》，因為即時戰略遊戲中的緊湊刺激，以及其多元的操作與種族平衡，而對其產生濃厚的興趣。2001年在表演賽中與當時的世界冠軍、被網友稱為「韓國星海皇帝」的Slayer_Boxer進行表演賽，雖然沒能獲得勝利，但賽後其實力逐漸受到矚目，躋身世界頂尖玩家行列，多次在台灣舉辦的電競比賽中獲得佳績。曾經在2002年HINET盃獲得冠軍，2002-2003更蟬聯兩年的WCG台灣區冠軍，也獲得家人對他繼續在電競界發展的支持，並代表台灣參加國際賽事，因此被台灣網友稱為「臺灣蟲王」。
2010年在《星海爭霸II：自由之翼》推出之後，由於台灣電子競技聯盟將其納入比賽項目中，從軍中退伍後隨即擔任賽事的企畫，於星海爭霸項目剛推出時即擔任主要賽評，每週與知名運動主播徐展元固定搭檔，風格清新流暢，專業卻又詼諧，廣受觀眾喜愛，在相關領域亦有許多突出表現，曾受邀擔任2012 battle world champion賽評，與多位國際知名電競主播合作，在台灣也有極高知名度。
因其在相關領域的努力與認真的工作態度，2013年被超越基金會相中成為《超越達人》（於2013/09/01出版）一書的達人代表之一（電競達人），書中描述達人們如何找出自己的定位，跳脫傳統社會的束縛和期望，真正走出適合自己的路，在職業與樂業之間建立平衡點，SOBADRUSH本人亦分享自己接觸電競以來多年的心路歷程，給後輩許多不同的想法與社會觀，顛覆了傳統對於電競職業玩家的刻板印象，呼應了本書「行行出狀元」的核心思維。

## 外部連結
- 張軒齊的Twitch频道
- 張軒齊的Facebook專頁
- YouTube上的
- 張軒齊的Instagram帳戶